# Malu (Bârla), Argeș
Malu este un sat în comuna Bârla din județul Argeș, Muntenia, România.